# Trophée Giuseppe-Garibaldi
Cet article traite du trophée masculin. Pour le trophée féminin, voir Trophée Anita-Garibaldi.
Le Trophée Giuseppe-Garibaldi est un trophée de rugby à XV remis depuis 2007 au vainqueur du match annuel comptant pour le Tournoi des Six Nations entre la France et l'Italie. Depuis 2017, le Trophée Anita-Garibaldi est remis de manière similaire à l'équipe victorieuse du match entre la France et l'Italie dans le cadre du Tournoi des Six Nations féminin.

## Création du trophée
En collaboration avec le Comité international du bicentenaire Giuseppe Garibaldi, et sous l'égide du Comité des VI Nations, les fédérations française et italienne de rugby ont décidé de créer ce trophée à l'occasion des fêtes célébrant, en 2007, le bicentenaire de la naissance du révolutionnaire Giuseppe Garibaldi, héros de l'indépendance italienne, né à Nice et ancien soldat de l'armée française. Il s'agissait aussi de donner un peu de visibilité à cette rencontre en imitant d'autres trophées du rugby international récompensant le vainqueur d'affrontements entre deux nations, tels la Calcutta Cup (Angleterre contre Écosse) ou la Bledisloe Cup (Nouvelle-Zélande contre Australie). 
L'IRB a approuvé la constitution de ce nouveau trophée en décembre 2006.

### Giuseppe Garibaldi
Giuseppe Garibaldi était un révolutionnaire italien né en 1807 à Nice. Reconnu comme le père de la République italienne il a été également général dans l'armée française pendant la guerre franco-prussienne de 1870.

### Trophée
Le trophée a été fabriqué par l'ancien capitaine du XV de France, désormais sculpteur professionnel, Jean-Pierre Rives. Il a été présenté le 2 février 2007 lors d'une cérémonie à l'ambassade de France à Rome, le Palais Farnèse. Il a été remis pour la première fois le 3 février 2007 au stade Flaminio de Rome après la victoire de l'équipe de France contre son homologue italienne (39-3), au capitaine français Raphaël Ibañez.

### Conditions d'attribution
Le vainqueur du match remporte le trophée et le conserve jusqu'à l'affrontement suivant l'année d'après. En cas de match nul, il va à l'équipe
1. ayant marqué le plus d'essais ;
2. à celle ayant réussi le plus de transformations ;
3. à celle ayant réussi le plus de pénalités.

Si les deux équipes restent à égalité, le trophée sera détenu conjointement, chaque équipe en obtenant la garde pendant six mois.

### Parrains
L'ancien international italien Diego Dominguez, qui joua en France au Stade français, et l'ancien international français Jean-François Tordo, originaire de Nice, ont été choisis pour remettre le premier trophée.

## Historique
Initialement pris comme un trophée quasiment acquis pour les Français invaincus par leurs rivaux transalpins dans le Tournoi, l'équipe de France domine en effet les premiers matchs. Mais, à la surprise générale, l'Italie sous le capitanat de Sergio Parisse s'impose en 2011 puis 2013.
Par la suite la France retrouve sa suprématie contre l'équipe italienne, cette dernière ne gagnant plus aucun match entre 2015 et 2023. L'Italie continue cependant à accrocher régulièrement la France, notamment à domicile en 2016 avec un 21-23, ou encore en 2019, où l'équipe italienne domine nettement son adversaire, s'inclinant uniquement à la faveur de deux essais refusés et d'un manque de réussite au pied.

## Confrontations

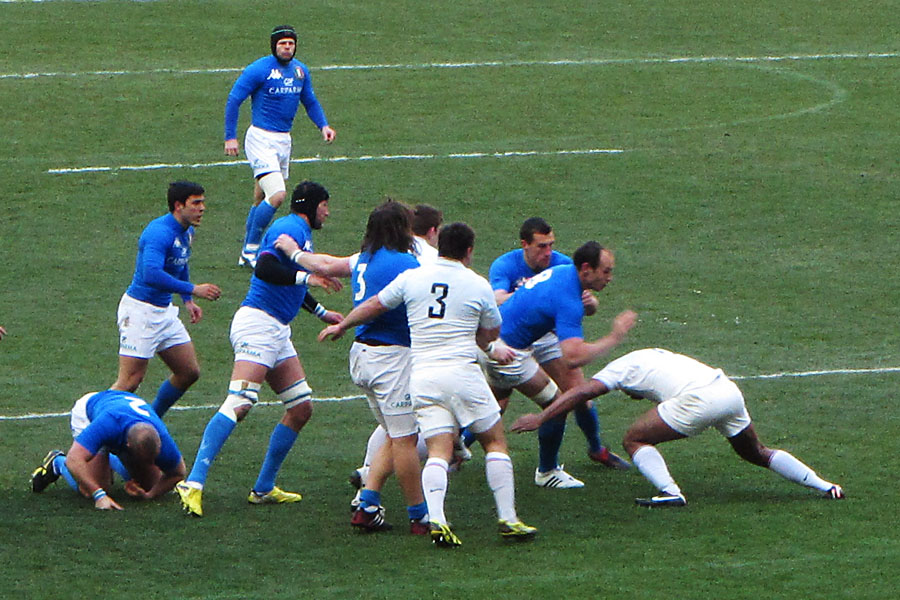
Rugby, Tournoi des 6 Nations, France - Italie (2012).

| No | Date            | Lieu                                           | Match           | Score   | Compétition                  |
| -- | --------------- | ---------------------------------------------- | --------------- | ------- | ---------------------------- |
| 01 | 3 février 2007  | Stade Flaminio, Rome, Italie                   | Italie – France | 3 – 39  | Tournoi des Six Nations 2007 |
| 02 | 9 mars 2008     | Stade de France, Saint-Denis, France           | France – Italie | 25 – 13 | Tournoi des Six Nations 2008 |
| 03 | 21 mars 2009    | Stade Flaminio, Rome, Italie                   | Italie – France | 8 – 50  | Tournoi des Six Nations 2009 |
| 04 | 14 mars 2010    | Stade de France, Saint-Denis, France           | France – Italie | 46 – 20 | Tournoi des Six Nations 2010 |
| 05 | 12 mars 2011    | Stade Flaminio, Rome, Italie                   | Italie – France | 22 – 21 | Tournoi des Six Nations 2011 |
| 06 | 4 février 2012  | Stade de France, Saint-Denis, France           | France – Italie | 30 – 12 | Tournoi des Six Nations 2012 |
| 07 | 3 février 2013  | Stade olympique, Rome, Italie                  | Italie – France | 23 – 18 | Tournoi des Six Nations 2013 |
| 08 | 9 février 2014  | Stade de France, Saint-Denis, France           | France – Italie | 30 – 10 | Tournoi des Six Nations 2014 |
| 09 | 15 mars 2015    | Stade olympique, Rome, Italie                  | Italie – France | 0 – 29  | Tournoi des Six Nations 2015 |
| 10 | 6 février 2016  | Stade de France, Saint-Denis, France           | France – Italie | 23 – 21 | Tournoi des Six Nations 2016 |
| 11 | 11 mars 2017    | Stade olympique, Rome, Italie                  | Italie – France | 18 – 40 | Tournoi des Six Nations 2017 |
| 12 | 23 février 2018 | Stade Vélodrome, Marseille, France             | France – Italie | 34 – 17 | Tournoi des Six Nations 2018 |
| 13 | 16 mars 2019    | Stade olympique, Rome, Italie                  | Italie – France | 14 – 25 | Tournoi des Six Nations 2019 |
| 14 | 9 février 2020  | Stade de France, Saint-Denis, France           | France – Italie | 35 – 22 | Tournoi des Six Nations 2020 |
| 15 | 6 février 2021  | Stade olympique, Rome, Italie                  | Italie – France | 10 – 50 | Tournoi des Six Nations 2021 |
| 16 | 6 février 2022  | Stade de France, Saint-Denis, France           | France – Italie | 37 – 10 | Tournoi des Six Nations 2022 |
| 17 | 5 février 2023  | Stade olympique, Rome, Italie                  | Italie – France | 24 – 29 | Tournoi des Six Nations 2023 |
| 18 | 25 février 2024 | Stade Pierre-Mauroy, Villeneuve-d'Ascq, France | France – Italie | 13 – 13 | Tournoi des Six Nations 2024 |
| 19 | 23 février 2025 | Stade olympique, Rome, Italie                  | Italie – France | 24 – 73 | Tournoi des Six Nations 2025 |

## Records
- Plus longue série de victoires : 10 (France de 2014 à 2023)
- Plus grande marge : 49 points (2025 : Italie 24-73 France)
- Plus petite marge : 1 point (2011 : Italie 22-21 France)
- Plus gros total marqué : 97 points (2025 : Italie 24 - 73 France )
- Plus petit total marqué : 26 points (2024 : France 13-13 Italie)